# Jay Leno
Jay Leno (* 28. dubna 1950, New Rochelle, New York, USA) je jeden z nejznámějších současných amerických komiků a moderátorů.
Proslul zejména pořadem televize NBC The Tonight Show with Jay Leno, který převzal roku 1992 po Johnny Carsonovi. V letech 2009–2010 uváděl vlastní talkshow The Jay Leno Show, nicméně od 1. 3. 2010 se vrátil ke svému předchozímu pořadu. V dubnu 2011 parodoval „krádež“ protokolárního pera, kterého se „ujal“ prezident ČR Václav Klaus během státní návštěvy Chile.
Poté, co klesla sledovanost tohoto pořadu, 3. dubna 2013 NBC oznámila, že jeho místo po konci zimních olympijských her 2014 zaujme mladší komik Jimmy Fallon.[chybí lepší zdroj] Poslední The Tonight Show moderoval 6. února 2014. Jeho posledním hlavním hostem byl Billy Crystal, který byl současně i jeho prvním hostem v roce 1992.
Jeho postava se vyskytuje i v několika amerických sci-fi filmech, kdy ho můžeme vidět, jak komentuje aktuální události, zatímco ho hlavní hrdina sleduje v televizi.